# Европско првенство у фудбалу до 19 година 2013.
Европско првенство у фудбалу за играче до 19 година 2013. је било 12. по реду Европско првенство у фудбалу до 19 година од 2002. године, до када се играло првенство за играче до 18. година, а укупно 48. од првог турнира одиграног 1948. Одржано је у Литванији од 20. јула до 1. августа, у три града. Право наступа имали су играчи рођени 1. јануара 1994. или касније.

На завршном турниру су учествовале 8 екипе, Литванија као домаћин и 7 победника група.Титулу је бранила Шпанија која је 2012 у финалу победила Грчку. Међутим, Шпанија је испала у полуфиналу, а титулу је, први пут под овим именом, узела Србија, у финалу победивши Француску са 1:0.

## Избор домаћина
У почетку је било 8 кандидата за домаћина, али је а крају избор сведен на њих 4(Литванија,Немачка,Мађарска и Словенија). 4. октобра 2010. за домаћина је изабрана Литванија.

## Стадиони
Такмичење се одржавало на три стадиона у три различита града.

На стадиону у Алитусу (капацитет 3.748) су игране 4 утакмице у групи и једно полуфинале.

На стадиону у Каунасу (9.280) су такође одигране 4 утакмице у групи и једно полуфинале.

На стадиону у Маријамполу (6.250) су одигране 4 утакмице у групи и финале.

## Квалификације
Квалификације су почеле 1. рундом квалификација које су трајале од 26. септембра до 26. новембра 2012. У другој, елитној рунди квалификација учествовало је 28 репрезентација подељених у 7 група. Победници група, уз домаћина, обезбедили су пласман на завршни турнир.

### Квалификовани тимови
| Држава    | Начин квалификације | Претходни наступи1                                       |
| --------- | ------------------- | -------------------------------------------------------- |
| Литванија | Домаћин             | 0 (дебитује)                                             |
| Француска | Победник 1. групе   | 6 (2003, 2005, 2007, 2009, 2010, 2012)                   |
| Србија    | Победник 2. групе   | 5 (2005, 2007, 2009, 2011, 2012)                         |
| Португал  | Победник 3. групе   | 5 (2003, 2006, 2007, 2010, 2012)                         |
| Шпанија   | Победник 4. групе   | 9 (2002, 2004, 2006, 2007, 2008, 2009, 2010, 2011, 2012) |
| Холандија | Победник 5. групе   | 1 (2010)                                                 |
| Грузија   | Победник 6. групе   | 0 (дебитује)                                             |
| Турска    | Победник 7. групе   | 4 (2004, 2006, 2009, 2011)                               |

1 Подебљана година представља годину у којој је држава била шампион.

## Групна фаза
Жреб за групну фазу одржан је 14.јуна 2013. у Каунасу. Тимови су подељени у две групе по четири тима. Прве две екипе из сваке групе пролазе даље у полуфинале.

### Група А
|    | Табела групе А | И | П | Н | И | ДГ | ПГ | ГР | Бод. |
| -- | -------------- | - | - | - | - | -- | -- | -- | ---- |
| 1. | Шпанија        | 3 | 3 | 0 | 0 | 6  | 2  | +4 | 9    |
| 2. | Португал       | 3 | 2 | 0 | 1 | 8  | 4  | +4 | 6    |
| 3. | Холандија      | 3 | 1 | 0 | 2 | 6  | 9  | -3 | 3    |
| 4. | Литванија      | 3 | 0 | 0 | 3 | 4  | 9  | -5 | 0    |

| Литванија                        | 2 : 3    | Холандија                   |
| -------------------------------- | -------- | --------------------------- |
| Артимавичијус 38’ · Сиргедас 83’ | Извештај | Ахабар 10,29’ · Влоет 90+6’ |

| Шпанија       | 1 : 0    | Португал |
| ------------- | -------- | -------- |
| Рамирез 90+1’ | Извештај |          |

| Холандија   | 1 : 4    | Португал                             |
| ----------- | -------- | ------------------------------------ |
| Влоет 90+1’ | Извештај | Гуедес 32,89’ · Силва 73’ · Орта 87’ |

| Литванија | 0 : 2    | Шпанија        |
| --------- | -------- | -------------- |
|           | Извештај | Ернандез 6,74’ |

| Португал                                                     | 4 : 2    | Литванија         |
| ------------------------------------------------------------ | -------- | ----------------- |
| Лопез 8’ · Петраускас 45’а.г. · Фигуередо 51’пен. · Мане 65’ | Извештај | Сиргедас 53,90+2’ |

| Холандија                 | 2 : 3    | Шпанија                             |
| ------------------------- | -------- | ----------------------------------- |
| Маи 36’ · Ахабар 90+1’пен | Извештај | Рамирез 68’ · Вадиљо 81’ · Вико 83’ |

### Група Б
|    | Табела групе А | И | П | Н | И | ДГ | ПГ | ГР | Бод. |
| -- | -------------- | - | - | - | - | -- | -- | -- | ---- |
| 1. | Србија         | 3 | 2 | 1 | 0 | 4  | 2  | +2 | 7    |
| 2. | Француска      | 3 | 1 | 2 | 0 | 3  | 2  | +1 | 5    |
| 3. | Турска         | 3 | 1 | 0 | 2 | 6  | 6  | 0  | 3    |
| 4. | Грузија        | 3 | 0 | 1 | 2 | 2  | 5  | -3 | 1    |

| Србија                     | 2 : 1    | Турска    |
| -------------------------- | -------- | --------- |
| Луковић 17’ · Митровић 54’ | Извештај | Нијаз 88’ |

| Грузија | 0 : 0    | Француска |
| ------- | -------- | --------- |
|         | Извештај |           |

| Србија    | 1 : 0    | Грузија |
| --------- | -------- | ------- |
| Мелег 17’ | Извештај |         |

| Турска        | 1 : 2    | Француска             |
| ------------- | -------- | --------------------- |
| Јилмаз 87’пен | Извештај | Хуноу 6’ · Бензиа 64’ |

| Француска | 1 : 1    | Србија        |
| --------- | -------- | ------------- |
| Хуноу 31’ | Извештај | Павловски 77’ |

| Турска                               | 4 : 2    | Грузија                    |
| ------------------------------------ | -------- | -------------------------- |
| Дениз 16,18’ · Нијаз 58’ · Шахин 80’ | Извештај | Енделаџе 3’ · Качарава 60’ |

## Нокаут фаза

### Костур
|  | Полуфинале       | Полуфинале |   |  | Финале                  | Финале |  |
|  |                  |            |   |  |                         |        |  |
|  | 29. јул - Алитус |            |   |  |                         |        |  |
|  | Србија           | 2 (3)      |   |  |                         |        |  |
|  | Португал         | 2 (2)      |   |  |                         |        |  |
|  |                  |            |   |  |                         |        |  |
|  |                  |            |   |  | 1. август - Маријамполе |        |  |
|  |                  |            |   |  | Србија                  | 1      |  |
|  |                  | Француска  | 0 |  |                         |        |  |
|  |                  |            |   |  |                         |        |  |
|  |                  |            |   |  |                         |        |  |
|  |                  |            |   |  |                         |        |  |
|  | 29. јул - Каунас |            |   |  |                         |        |  |
|  | Шпанија          | 1          |   |  |                         |        |  |
|  | Францускап.п.    | 2          |   |  |                         |        |  |

### Полуфинале
| Србија                                                                                    | 2 : 2 (пен. 3:2) | Португал                                                            |
| ----------------------------------------------------------------------------------------- | ---------------- | ------------------------------------------------------------------- |
| Ђурђевић 6’ · Гаћиновић 85’ · Павловски · Милинковић-Савић · Мелег · Гаћиновић · Митровић | Извештај         | Силва 55’ · Гуедес 79’ · Ие · Орта · Гуедес · Луис Рафаел · Тешеира |

| Шпанија         | 1 : 2 (п.п.) | Француска                       |
| --------------- | ------------ | ------------------------------- |
| Родригез 27’пен | Извештај     | Бензиа 29’ · Антонио Конте 105’ |

### Финале
| Француска | 0 : 1    | Србија      |
| --------- | -------- | ----------- |
|           | Извештај | Луковић 57’ |

## Награде
За најбољег стрелца проглашен је домаћи играч Гратас Сиргедас,стрелац три гола. Стрелци три гола били су и Анас Ахабар иАлександре Гуедес, али је Сиргедас провео најмање времена на терену. За најбољег играча турнира проглашен је Александар Митровић, који је својом асистенцијом у финалу донео титулу Србији.

### Идеални тим турнира
| Голмани - Бако Микава - Предраг Рајковић - Алфонсо Ереро | Одбрана - Антонио Конте - Омерик Лапорте - Тобијас Фигуередо - Луис Рафаел - Милош Вељковић - Хектор Белерин - Борха Лопез | Средина - Ентони Марсијел - Адријан Рабио - Билал Башачикоглу - Раи Влоет - Бернардо Силва - Марко Павловски - Хосе Родригез - Алваро Вадиљо - Реџеп Нијаз | Напад - Јасин Бензиа - Гратас Сиргедас - Хелдер Кошта - Александар Митровић |